# Lili Reinhart
Lili Pauline Reinhart (Cleveland, 13 settembre 1996) è un'attrice statunitense.

## Biografia
Lili Reinhart è nata e cresciuta a Cleveland, Ohio. Ha due sorelle. È cresciuta recitando nei teatri della comunità sin dall'età di 12 anni. Quando aveva 18 anni si trasferì a Los Angeles per assecondare la sua passione per la recitazione, ma non ebbe fortuna inizialmente, tanto che, dopo cinque mesi di tentativi, stava per decidere di dedicarsi ad altro.
Dal gennaio 2017 interpreta Betty Cooper, nella serie televisiva Riverdale basata sui personaggi dei fumetti Archie Comics. In precedenza aveva lavorato per la Fox in Surviving Jack.
È fra le protagoniste del film Le ragazze di Wall Street - Business Is Business (Hustlers), al fianco di Jennifer Lopez, Cardi B e Constance Wu.
L'8 ottobre 2019 è stato annunciato che la Reinhart pubblicherà un libro di poesie intitolato Swimming Lessons: Poems. La Reinhart dichiarò che aveva deciso di voler condividere la sua poesia con il mondo nonostante la sua paura e che le sue esperienze ispirassero la collezione. Il libro esplora l'amore dei giovani, l'ansia e la depressione di fronte alla fama. Il rilascio del libro era previsto per il 5 maggio 2020, ma l'uscita è stata posticipata all'autunno 2020 a causa della situazione COVID-19.
In seguito Lili ha recitato anche in I nostri cuori chimici, film uscito su Amazon Prime Video nel 2020.
Nel 2022 recita nei panni della protagonista nel film Linee parallele prodotto da Netflix.

## Vita privata
In diverse interviste ha dichiarato che le furono diagnosticati disturbi depressivi all'età di 14 anni.
Dal 2017 al 2020 è stata fidanzata con Cole Sprouse conosciuto sul set di Riverdale. Dopo una breve relazione con l'attore Spencer Neville nel 2022, dal 2023 è fidanzata con l'attore Jack Martin.
Nel giugno del 2020, tramite il suo profilo Instagram ha dichiarato di essere bisessuale.

## Filmografia

### Attrice

#### Cinema
- Not Waving But Drowning, regia di Devyn Waitt (2012)
- The Kings of Summer, regia di Jordan Vogt-Roberts (2013)
- Forever's End, regia di J. C. Schroder (2013)
- Gibsonburg, regia di Bob Mahaffei e Jonathon Kimble (2013)
- Miss Stevens, regia di Julia Hart (2016)
- The Good Neighbor, regia di Kasra Farahani (2016)
- Galveston, regia di Mélanie Laurent (2018)
- Le ragazze di Wall Street - Business Is Business (Hustlers), regia di Lorene Scafaria (2019)
- Charlie's Angels, regia di Elizabeth Banks (2019) (cameo)
- I nostri cuori chimici (Chemical Hearts), regia di Richard Tanne (2020)
- Linee parallele (Look Both Ways), regia di Wanuri Kahiu (2022)

#### Televisione
- Scientastic! – serie TV, 1 episodio (2010)
- Law & Order - Unità vittime speciali (Law & Order: Special Victims Unit) – serie TV, episodio 13×09 (2011)
- Surviving Jack – serie TV, 6 episodi (2014)
- Cocked, regia di Jordan Vogt-Roberts – film TV (2015)
- Riverdale – serie TV, 137 episodi (2017-2023)
- Together at Home – concerto (2020)

### Doppiatrice
- I Simpson (The Simpsons) – serie animata, episodio 31x21 (2020)

### Produttrice
- I nostri cuori chimici (Chemical Hearts), regia di Richard Tanne (2020)
- Linee parallele (Look Both Ways), regia di Wanuri Kahiu (2022)

## Riconoscimenti
- Critics' Choice Super Awards
  - 2021 – Candidatura alla miglior attrice in una serie di supereroi per Riverdale
- E! People's Choice Awards
  - 2019 – Candidatura alla star femminile in una serie TV per Riverdale
  - 2019 – Candidatura alla miglior star in una serie TV drammatica per Riverdale
  - 2020 – Candidatura alla miglior star femminile in una serie TV per Riverdale
- Saturn Award
  - 2018 – Candidatura al miglior giovane attore in una serie televisiva per Riverdale
- Teen Choice Awards
  - 2017 – Choice TV Ship per Riverdale (condiviso con Cole Sprouse)
  - 2017 - Miglior star emergente in una serie TV per Riverdale
  - 2018 – Miglior attrice in una serie TV drammatica per Riverdale
  - 2018 – Choice TV Ship  per Riverdale (condiviso con Cole Sprouse)
  - 2018 – Miglior bacio per Riverdale (condiviso con Cole Sprouse)
  - 2019 – Miglior attrice in una serie TV drammatica per Riverdale
  - 2019 – Choice TV Shipper Riverdale (condiviso con Cole Sprouse)

## Doppiatrici italiane
Nelle versioni in italiano nelle opere in cui ha recitato, Lili Reinhart è stata doppiata da:
- Margherita De Risi in Le ragazze di Wall Street - Business is Business, Charlie’s Angels, Linee parallele
- Veronica Puccio in Riverdale
- Gaia Bolognesi in Galvenson
- Federica Simonelli in I nostri cuori chimici

Come doppiatrice, è stata sostituita da:
- Giulia Franceschetti ne I Simpson